# Gay & Night
Gay & Night was een tijdschrift voor homoseksuelen, dat van 1997 t/m 2016 gratis werd verspreid in Nederland en België, met name in uitgaansgelegenheden. Het blad was deels in het Engels en sinds 2013 was er ook een aparte Vlaamse editie.

## Ontwikkeling
Gay & Night werd eind 1997 opgezet als een krant op tabloidformaat die maandelijks of soms tweemaandelijks verscheen en vooral nieuws over homo-uitgaan, de showbusiness en films bevatte. De uitgever was Jerry Alexander (Alex en Arjan Kröner) en de eerste hoofdredacteur was Jeroen Molenaar. Omdat het tijdschrift zich mede op toeristen richtte, was het van begin af aan deels in het Engels, waarbij de Nederlandse artikelen van een (soms verkorte) Engelse vertaling waren voorzien. In 2000 en opnieuw in 2001 kreeg Gay & Night een kleiner formaat, zodat het meer een tijdschrift werd. In 2000 werd bovendien de naam veranderd tot Gay & Night Magazine.
In 2007 ging Gay & Night failliet, maar omdat COC Nederland en de Gay Group (eigenaar van onder meer homowebsite Gay.nl) het voortbestaan van het blad wilden verzekeren, werd de stichting OUT Media opgericht die sindsdien de uitgever van Gay & Night was. De hoofdredacteur was sinds 2007 Martijn Tulp. Ondanks deze maatregelen wist Gay & Night niet te overleven en was het decembernummer van 2016 de laatste uitgave.
Gay & Night werd in februari 2017 opgevolgd door een Nederlandse editie van het Britse homomagazine Attitude.

## Inhoud
Gay & Night bevatte homogerelateerde nieuwsberichten, met de nadruk op entertainment en uitgaansleven, interviews met nationale en internationale sterren en specials over zaken als de Europese verkiezingen en Coming-Outdag. Ook was er een uitgebreide opsomming van homo-uitgaansgelegenheden en -evenementen. Travestie-artiest Diva Mayday had er lange tijd een fotocolumn en stond er een fotostrip van Ype in.
De cover vertoonde aanvankelijk een "lekker hapje", maar na de overname door OUT Media kwam er steeds vaker een foto van iemand waar ook een artikel in het blad aan gewijd was. Als zodanig figureerden een reeks bekende (homoseksuele) Nederlanders op de cover, zoals Hans van Manen, Gordon, maar ook buitenlandse sterren als Mika en Conchita Wurst.

## Vlaamse editie
Sinds april 2013 was er tevens een aparte versie van het blad, dat onder de titel Gay & Night-ZiZo in Vlaanderen en Brussel verspreid wordt. Dit werd gemaakt in samenwerking met de redactie van het Vlaamse holebi-tijdschrift ZiZo-magazine. Gay & Night-ZiZo verscheen naast ZiZo-magazine, richtte zich op een jonger publiek dat vaak uitgaat en verscheen in tegenstelling tot ZiZo-magazine maandelijks.